# Rio Quati
Rio Quati är ett vattendrag i Brasilien.   Det ligger i delstaten Paraná, i den södra delen av landet, 1 100 km söder om huvudstaden Brasília.
I omgivningarna runt Rio Quati växer i huvudsak städsegrön lövskog. Runt Rio Quati är det mycket glesbefolkat, med 6 invånare per kvadratkilometer.